# Elizabeth Cronin
Pour les articles homonymes, voir Cronin.
Elizabeth (Bess) Cronin, née Ó hIarlaithe en 1879 et décédée en 1956, est une chanteuse irlandaise de musique traditionnelle.

## Biographie
Elle nait dans le comté de Cork en 1879, fille de Seán Ó hIarlaithe, un instituteur. Elle vivra toute son existence dans la région des Baile Bhuirne.
Elle passe son adolescence dans la ferme de son oncle. Elle épouse Seán Ó Croinin et s'établit à Carraig an Adhmaid, Ballymakeera. La région est riche en culture et musique traditionnelles, et de nombreux chants traditionnels ont été collectés dans cette zone. Sa renommée est liée à sa connaissance de ce style de chansons et à ses interprétations tant en anglais qu'en irlandais.
Seán Ó Cuill et A. Martin Freeman, auteurs de la fameuse Ballivourney Collection, font partie des collecteurs les plus connus de son œuvre.
En 1947 et 1952, Elizabeth Cronin est enregistrée par Séamus Ennis, qui l'appelle la Muskerry Queen of Song (la reine de la chanson de Muskerry). Elle est souvent diffusée à la BBC. Elle est une référence du lilting, forme de chant traditionnel commune aux zones où le gaélique est pratiqué, que ce soit en Irlande ou en Écosse (le lilting est un texte écrit pour accompagner la danse. Plus que les mots, qui n'ont en général pas de sens, c'est le rythme qui prédomine).
En 1951, le collecteur Alan Lomax l'enregistre. Quelques-unes de ses chansons sont incluses dans le volume irlandais de son Columbia World Library of Folk and Primitive Music, publié à New York en 1955.
Son petit-fils, Dáibhí Ó Cróinín, membre du Royal Irish Academy, a rassemblé divers enregistrements et archives dans une collection livre et CD, The Songs of Elizabeth Cronin. Ses chansons ont souvent été diffusés par le présentateur Philip King durant les émissions de musique traditionnelle de la RTÉ Radio (dont The Banks of Sullane).
Elle est la mère du professeur Donncha Ó Croinin (décédé en 1990) et du collecteur Seán Ó Croinin.